# Souk L'Qolla
Souk L'Qolla (en àrab سوق القلة, Sūq al-Qulla; en amazic ⵙⵓⵇ ⵍⵇⵯⵍⵍⴰ) és una comuna rural de la província de Larraix, a la regió de Tànger-Tetuan-Al Hoceima, al Marroc. Segons el cens de 2014 tenia una població total de 14.965 persones.